# Rickenbach, Basel-Landschaft
Rickenbach är en ort och kommun i distriktet Sissach i kantonen Basel-Landschaft, Schweiz. Kommunen har 570 invånare (2023).